# Ultratop 50 Dance
De Ultratop 50 Dance (tot 29 februari 2011 Ultratop 30 Dance) is een Vlaamse hitlijst die werd gelanceerd in september 1996.

## Samenstelling
Aanvankelijk was deze dancechart (danslijst) een samenstelling van de meest dansbare platen uit de mainstreamchart (Ultratop 50), in dezelfde volgorde opgesteld. Op vraag van de danslabels en door de massale belangstelling voor de huidige dansmuziek werden gespecialiseerde danswinkels gecontacteerd en wordt de danslijst alleen bepaald door de bij hen gemeten verkopen. Het systeem loopt op dezelfde manier als de andere Ultratop-charts.

## Uitzending
De danslijst werd elke zaterdag van 15 tot 18 uur uitgezonden door TOPradio. Sinds 2011 zendt MNM elke vrijdag tussen 19 en 21 uur de lijst uit. Presentatoren op MNM waren in het verleden o.a. Astrid Demeure, Brahim Attaeb, Wouter Van den Breen, Daan De Scheemaeker en Michael Joossens. Sinds 2018 is de presentatie in handen van Laurens Luyten.